# 헤드랜드

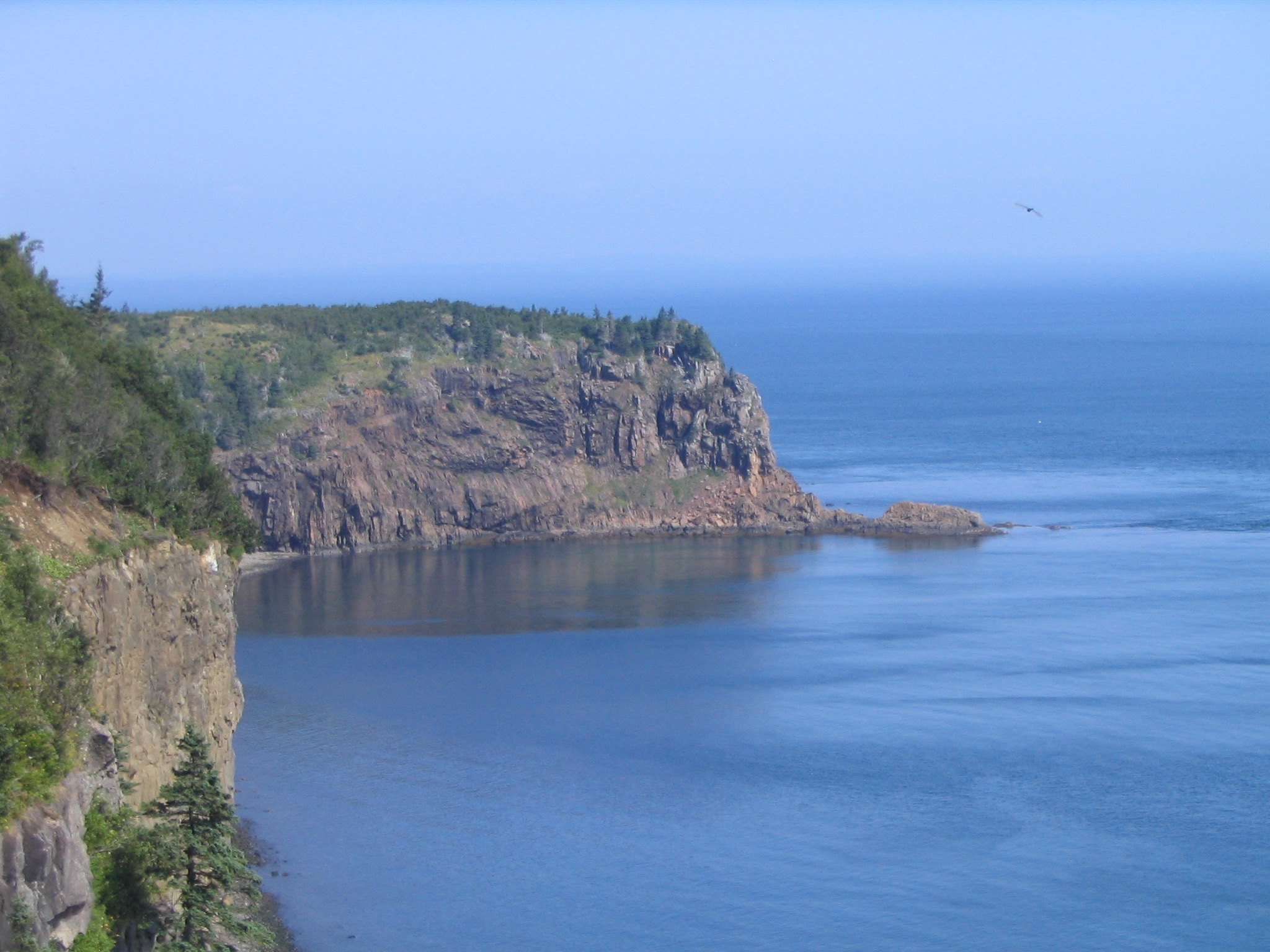
헤드랜드의 모습

헤드랜드(headland)는 해안에서 주변보다 바다 쪽으로 불쑥 튀어나와 있는 지형을 말한다. 크기가 큰 헤드랜드는 곶이라 한다.

## 저명한 헤드랜드 목록

### 아프리카
- 베르데곶
- 아굴라스곶
- 보자도르곶
- 희망봉

### 아시아
- 베이루트
- 데즈뇨프곶
- 카니아쿠마리

### 유럽
- 호카곶
- 아르코나곶
- 지브롤터
- 웨일스 그레이트옴

### 북아메리카

#### 캐나다
- 컬럼비아곶
- 온타리오주 토론토 레슬리스트리트스핏

#### 멕시코
- 카보산루카스

#### 미국
- 케이프 커내버럴
- 코드곶
- 프린스오브웨일스곶

### 오세아니아

#### 오스트레일리아
- 케이프요크반도

#### 뉴질랜드
- 레잉가곶
- 이스트곶

#### 미국 (하와이)
- 다이아몬드헤드산

### 남아메리카
- 혼곶

## 같이 보기
- 곶